# ʿAbdallāh ibn ʿAmr
Abū Muhammad ʿAbdallāh ibn ʿAmr (arabisch أبو محمد عبد الله بن عمرو, DMG Abū Muḥammad ʿAbdallāh ibn ʿAmr gest. zw. 683 und 685) war der Sohn des arabischen Eroberers ʿAmr ibn al-ʿĀs und ein bedeutender Prophetengefährte mit asketischen Tendenzen. Unter den ersten Kalifen übte er verschiedene politische Ämter aus, vor allem betätigte er sich aber als Schriftgelehrter. Während es in seiner Zeit üblich war, die Aussprüche des Propheten Mohammed nur mündlich zu überliefern, berief sich ʿAbdallāh ibn ʿAmr darauf, dass ihm der Prophet die Erlaubnis erteilt habe, seine Aussprüche auch schriftlich festzuhalten. Er selbst besaß ein Heft, das er as-Sādiqa („die Wahrhafte“) nannte und in dem er solche Prophetenaussprüche aufgezeichnet hatte. Teile dieses Heftes gingen in spätere Hadith-Sammlungen ein. ʿAbdallāh ibn ʿAmr sammelte nicht nur Hadithe, sondern befasste sich auch sehr eingehend mit den Überlieferungen der jüdischen und christlichen Tradition. Einzelne muslimische Gelehrte warfen ihm vor, Traditionen christlicher bzw. jüdischer Provenienz dem Propheten untergeschoben zu haben.

## Leben

### Übertritt zum Islam und asketische Tendenzen
ʿAbdallāh ibn ʿAmr war ein Sohn des arabischen Eroberers ʿAmr ibn al-ʿĀs und Rā'ita, der Tochter von Munabbih ibn al-Haddschādsch. Sowohl sein Vater als auch seine Mutter gehörten dem quraischitischen Clan der Sahm an. Er war nur zwölf (sic!) Jahre jünger als sein Vater und nahm noch vor ihm im Jahre 7 nach der Hidschra (= 628/29 n. Chr.) den Islam an. Sein ursprünglicher Name soll ʿĀs gewesen sein. Den Namen ʿAbdallāh erhielt er erst bei seiner Konversion. ʿAbdallāh bekam von Mohammed die Erlaubnis, all das, was er von ihm hörte, aufzuschreiben.
ʿAbdallāh soll sich sehr stark den gottesdienstlichen Übungen hingegeben haben. Nach verschiedenen Berichten hielt er ein permanentes Tagesfasten und hatte ein Gelübde abgelegt, an diesem bis zu seinem Lebensende festzuhalten. Mohammed, der davon erfahren hatte, ermahnte ihn jedoch, in den Nächten nicht nur zu wachen, sondern auch zu schlafen, und tagsüber nicht nur zu fasten, sondern auch zu essen. Um seinen Körper zu schonen, empfahl er ihm ein intermittierendes Fasten, das er „Davidsfasten“ (ṣaum Dāwūd) nannte und von dem er sagte, dass es dem Lebenszeitfasten (ṣiyām ad-dahr) ebenbürtig sei. Nach einem Bericht, der auf Mudschāhid ibn Dschabr zurückgeführt wird, war der eigentliche Anlass für die prophetische Ermahnung, dass ihn sein Vater mit einer Frau von den Quraisch verheiratet hatte, er sich jedoch nicht für sie interessierte, sondern die Zeit lieber mit Gebet und Fasten verbrachte. Als sein Vater davon erfuhr, beschwerte er sich bei Mohammed darüber. Dieser ermahnte ʿAbdallāh dann, sich in seiner Askese zu mäßigen und seine Frau nicht zu vernachlässigen. Nach einem anderen Bericht befahl ihm der Prophet bei dieser Gelegenheit außerdem, seinem Vater zu gehorchen.

### Aktivitäten unter den ersten Kalifen
Bei der Schlacht vom Yarmūk (636) führte ʿAbdallāh ibn ʿAmr das Banner seines Vaters. Er nahm auch an der arabischen Eroberung Ägyptens (639–42) teil und errichtete in Ägypten ein Haus. Während des Kalifats von ʿUmar ibn al-Chattāb (634–644) und ʿUthmān ibn ʿAffān (644–656) hielt er in Ägypten Hadith-Sitzungen ab. Im Jahre 27 der Hidschra (= 647/48 n. Chr.) wurde er zum Statthalter von Caesarea in Syrien ernannt.
Während der Auseinandersetzungen um ʿUthmān gegen Ende von dessen Kalifat nahmen ʿAbdallāh ibn ʿAmr und sein Vater ʿAmr eine neutrale Position ein. Als ʿUthmān 656 zum ersten Mal in Medina belagert wurde, zog er mit seinem Vater und seinem Bruder nach Palästina, wo die Familie ein Landgut hatte, das ʿAdschlān genannt wurde. Der Name stammte von einem Klienten, der das Landgut im Auftrag des Vaters bearbeitete. Nach der Beschreibung der arabischen Quellen lag das Anwesen bei dem Ort Sabʿ in dem Distrikt von Bait Dschibrīn. Michael Lecker identifiziert den Ort mit der Wüstung Chirbat ʿAdschlān südwestlich der modernen Stadt Kirjat Gat. Hier warteten die drei die weiteren Ereignisse ab.

### Im Dienste Muʿāwiyas
Nach der Ermordung ʿUthmān begab sich ʿAbdallāh zusammen mit seinem Vater zu Muʿāwiya ibn Sufyān und nahm auf dessen Seite an der Schlacht von Siffin teil. Nach Abu ʿUbaid ibn Qāsim ibn Sallām (gest. 838) kommandierte ʿAbdallāh den rechten Flügel von Muʿāwiyas Heer. Mehrere Berichte betonen aber, dass ʿAbdallāh ibn ʿAmr nur widerwillig an der Schlacht teilgenommen habe. Nach Ibn al-Athīr weigerte sich ʿAbdallāh zunächst, mit seinem Vater auszuziehen, und verwies darauf, dass ihm der Prophet einen speziellen Auftrag erteilt habe. Sein Vater erinnerte ihn daraufhin an die letzten Worte des Propheten, in denen er ihm befohlen hatte, seinem Vater zu gehorchen. Nach der Schlacht bereute er die Teilnahme an der Schlacht und wünschte sich, zwanzig Jahre früher gestorben zu sein. Mehrere Berichte betonen, dass er nicht gekämpft, sondern nur das Kriegsbanner geführt habe. Zwei Männer, die sich darum stritten, den ʿAlī-Anhänger ʿAmmār ibn Yāsir getötet zu haben, ermahnte er, sich damit besser nicht zu rühmen, weil der Gottesgesandte vorhergesagt habe, dass ihn die „rebellische Bande“ (al-fīʾa al-bāġiya) umbringen werde.
ʿAbdallāhs Ansehen war so groß, dass ihn sein Vater beim Schiedsgericht nach der Schlacht, als Abū Mūsā al-Aschʿarī ʿUmars Sohn ʿAbdallāh als Kompromisskandidaten für das Kalifat vorschlug, als eigenen Gegenkandidaten vorschlagen konnte. Nach dem Tode ʿAlīs begleitete ʿAbdallāh Muʿāwiya bei seinem Einzug in Kufa. Für eine Zeitlang fungierte er als sein Statthalter in Kufa, dann ersetzte ihn Muʿāwiya durch al-Mughīra ibn Schuʿba. Danach zog ʿAbdallāh zu seinem Vater, der in Ägypten als Muʿāwiya Statthalter fungierte. Hier nahm er seine Hadith-Sitzungen wieder auf, wurde aber von früheren Schülern dafür gerügt, dass er sich am Bürgerkrieg beteiligt hatte.
Als sein Vater ʿAmr ibn al-ʿĀs 662 oder 663 starb, vertrat ihn ʿAbdallāh eine Zeitlang in der Position des Statthalters von Ägypten. Dann entließ ihn aber Muʿāwiya ibn Sufyān und ersetzte ihn durch seinen eigenen Bruder ʿUtba ibn Sufyān. Von seinem Vater hatte er gewaltige Reichtümer an ägyptischem Gold geerbt, so dass er einer der „Könige der Prophetengefährten“ (mulūk aṣ-ṣaḥāba) wurde. Asketen aus Basra, die ihn bei der Wallfahrt in Mekka besucht hatten, berichteten, dass er mit 300 Kamelen angereist war, von denen 100 Reitkamele und 200 Packkamele waren. Auf diesen transportierte er seine Mawālī und Freunde und ihr Gepäck. Nach einem Bericht, der in verschiedenen Versionen bei Ibn ʿAsākir angeführt wird, wurde Maslama ibn Muchallad, der ab 667/68 als Statthalter von Ägypten fungierte, von Muʿāwiya in einem Brief aufgefordert, ʿAbdallāh ibn ʿAmr mit den Postreitern zu ihm schicken, damit er ihn zu einem Hadith befragen konnte.

### Zerwürfnis mit Muʿāwiya und Annäherung an die Aliden
Zu dem, was ʿAbdallāh von seinem Vater geerbt hatte, gehörte auch der Garten Waht in der Nähe von at-Tā'if, in dem Trauben angebaut wurden, die sagenhafte Erlöse einbrachten. Muʿāwiya I. begehrte dieses Landgut, doch war ʿAbdallāh nicht bereit, es ihm zu irgendeinem Preis zu verkaufen. Als Muʿāwiya verkündete, dass er Waht durch seinen Bruder ʿAnbasa, der sein Statthalter in at-Tā'if war, einziehen lassen werde, wies ʿAbdallāh seine Mawālī an, ihre Waffen zu ergreifen und sich auf den Kampf vorzubereiten. Als der Quraischit Chālid ibn al-ʿĀs al-Machzūmī ʿAbdallāh besuchte und ihn zum Nachgeben drängte, berief sich ʿAbdallāh darauf, dass der Prophet gesagt habe: „Wer bei der Verteidigung seines Eigentums getötet wird, ist ein Märtyrer.“ (man qutila dūna māli-hī fa-huwa šahīd). Parallel zu der Entfremdung gegenüber Muʿāwiya ergab sich eine Annäherung an die Aliden. Während eines Aufenthaltes in Medina suchte ʿAbdallāh al-Husain ibn ʿAlī auf und bat ihn um Verzeihung dafür, dass er bei Siffīn an der Seite von Muʿāwiya gestanden hatte. Er führte als Entschuldigungsgrund an, dass er durch den Befehl des Gottesgesandten daran gebunden gewesen sei, seinem Vater zu gehorchen, verwies aber darauf, dass er nicht gekämpft hatte.
ʿAbdallāh ibn ʿAmr siedelte später in das palästinensische Dorf ʿAdschlān um, das sein Vater ʿAmr ibn ʿĀs den eigenen Nachkommen gestiftet hatte. Von dort aus pflegte er Öl für die Lichter in der Geburtskirche nach Betlehem zu schicken. Gelegentlich scheint er auch den Kalifen Yazīd ibn Muʿāwiya an seinem Hof aufgesucht zu haben. Ein gewisser ʿUryān ibn al-Haitham hat ihn dort gesehen. Später scheint er sich aber von Yazīd distanziert zu haben. Nach einem Bericht, den adh-Dhahabī anführt, hielt er sich in Mekka auf, als Yazīds Heerführer al-Husain ibn Numair im Oktober 683 bei der Belagerung der Stadt die Kaaba in Brand setzte und das Gebäude in den Flammen zusammenbrach. Er soll bei dieser Gelegenheit Yazīds Vorgehen gegen al-Husain ibn ʿAlī und gegen das Haus Gottes heftig kritisiert und ihm die Rache Gottes angedroht haben.
ʿAbdallāh ibn ʿAmr hatte einen rötlichen Teint, war sehr korpulent und groß und erblindete am Ende seines Lebens. Im Alter war er zu schwach, um den von ihm gelobten Fastenrhythmus weiter einzuhalten. So soll er auch bereut haben, dass er die prophetische Erlaubnis zur Reduzierung seines Fastens auf drei Tage im Monat nicht wahrgenommen hatte. Nach seiner Erblindung soll er noch den Tawāf um die Kaaba vollzogen haben.

### Tod
Die Angaben zu Ort und Datum von ʿAbdallāhs Tod gehen stark auseinander. Nach Ahmad ibn Hanbal starb er in einer der Nächte während der Schlacht auf dem Lavafeld (al-Ḥarra) im Dhū l-Hiddscha 63 (= August 683 n. Chr.). Ibn Qutaiba gibt dagegen an, dass er im Jahre 65 (= 684/5 n. Chr.) in Mekka starb, während andere sagten, dass er in at-Tā'if, Ägypten oder Palästina gestorben sei.
Nach Muhammad ibn Saʿd verbrachte er die letzten Jahre in Ägypten, wo er ein Haus erworben hatte. Das passt zu anderen Berichten, denen zufolge er starb, als Fustāt 684/685 von Marwān ibn al-Hakam belagert wurde. Aufgrund der andauernden Kampfhandlungen zwischen Marwān und dem ägyptischen Statthalter von ʿAbdallāh ibn az-Zubair konnte er zunächst nicht begraben werden. Später brachte man seinen Leichnam nach Palästina, wo er in einem Dorf, das zwei Parasangen (= 12 km) von Aschkelon entfernt lag, begraben wurde. Das Dorf lag in unmittelbarer Nachbarschaft zu dem Landgut ʿAdschlān. Bei Ibn ʿAsākir ist der Name des Ortes mit Umm Lāmis angegeben. Michael Lecker vermutet, dass es sich um die Wüstung Umm Lāqis handelt, die drei Kilometer westlich von Chirbat ʿAdschlān liegt.

## Nachkommen und Mawālī
ʿAbdallāh hatte einen Sohn namens Muhammad, von dem er seine Kunya Abū Muhammad erhielt. Über die Identität seiner Mutter gehen die Angaben auseinander. Während Ibn Qutaiba angibt, dass sie ʿAmra bint ʿUbaidallāh hieß und eine Enkelin von al-ʿAbbās ibn ʿAbd al-Muttalib war, schreibt Muhammad ibn Saʿd, dass sie eine Tochter von Mahmīya ibn Dschaz' az-Zubaidī war. Eine andere Frau, Umm Hāschim al-Kindīya, gebar ihm sechs weitere Kinder: Hischām, Hāschim, ʿImrān, Umm Iyās, Umm ʿAbdallāh und Umm Saʿīd. Einer seiner Söhne starb schon mit sieben Jahren an einem Schlangenbiss. Sein Sohn Muhammad starb ebenfalls noch zu seinen Lebzeiten. Er hinterließ einen Sohn namens Schuʿaib. Dieser Schuʿaib ibn Muhammad wuchs bei ihm auf und blieb ihm lebenslang treu verbunden.
ʿAbdallāh ibn ʿAmr hatte auch eine große Anzahl von Mawālī. Einer von ihnen war Wardān, der mit eigenen Ansichten und Ideen (fikr) hervortrat. Er besaß in Ägypten Nachkommenschaft und einen eigenen Sūq, der als Sūq Wardān bekannt wurde. In den 1980er Jahren wurde im Negev eine Inschrift gefunden, die einen gewissen Hakīm ibn Abī Asmāʿ, Maulā von ʿAbdallāh ibn ʿAmr ibn ʿĀs, erwähnt.

## Lehren
ʿAbdallāh nahm das islamische Alkoholverbot sehr ernst. So wird er mit den Worten zitiert: „Wenn ich einen Mann sehen würde, der Alkohol trinkt und niemand anders mich sieht außer Gott, so würde ich ihn töten, wenn ich dazu imstande wäre.“ Auch die Fortsetzung des Dschihad hielt er für sehr wichtig. Nach einem Bericht, der von al-Auzāʿī überliefert wurde, wurde ʿAbdallāh ibn ʿAmr einmal von einer Gruppe von Jemeniten nach dem Status eines Mannes befragt, der den Islam angenommen, die Hidschra vollzogen und am Dschihad teilgenommen habe, dann aber zu seinen (sc. ungläubigen) Eltern zurückgekehrt und sie ehrenvoll und gütig behandelt habe. Während die Jemeniten selbst diesen Mann für einen Apostaten hielten, vertrat ʿAbdallāh ibn ʿAmr die Auffassung, dass er im Paradies sei. Er hielt den Jemeniten das Beispiel eines anderen Mannes entgegen, der seiner Auffassung nach viel eher als Apostat zu gelten habe: nämlich derjenige, der nach Übertritt zum Islam, Vollzug der Hidschra und Teilnahme am Dschihad einen Nabatäer seines Landes und Lebensunterhaltes beraubt und dann den Dschihad aufgegeben und dessen Land bebaut habe. Von dem Propheten überlieferte er die Aussage: „Ein Tag Ribāt ist besser als ein Monat Fasten und Nachtwachen.“
ʿAbdallāh ibn ʿAmr hielt es aufgrund des Menschen im Jenseits drohenden Unheils für angemessen, viel zu weinen. Ein Schüler zitierte ihn mit den Worten: „Wenn ihr wüsstet, was ich weiß, würdet ihr wenig lachen und viel weinen. Und wenn einer von euch die Wahrheit kennen würde, würde er schreien, bis seine Stimme versagt, und sich so häufig niederwerfen, dass sein Rückgrat zerbricht.“ Er selbst soll häufig hinter verschlossener Tür so lange geweint haben, bis seine Augen etwas Weißes absonderten. Aufgrund seines Hangs zum Weinen sollen ihn einige Prophetengefährten auch „den Heuler“ (al-bakkāʾ) genannt haben.
Über den Paradiesgarten lehrte ʿAbdallāh: „Der Garten hängt zusammengerollt an den Hörnern der Sonne und wird einmal im Jahr ausgebreitet. Die Geister der Gläubigen befinden sich im Bauch grüner Vögel, die wie Stare sind. Sie schließen miteinander Bekanntschaft und werden von den Früchten des Gartens ernährt.“

## Seine Rolle als Traditionarier und Schriftgelehrter

### Bedeutung im islamischen Traditionswesen
ʿAbdallāh ibn ʿAmr war ein sehr wichtiger Tradent prophetischer Überlieferungen. Zu denjenigen, die von ihm überlieferten, gehörten sein Enkel Schuʿaib ibn Muhammad, Anas ibn Mālik, Saʿīd ibn al-Musaiyab, asch-Schaʿbī, ʿUrwa ibn az-Zubair, Mudschāhid ibn Dschabr, al-Hasan al-Basrī und Wahb ibn Munabbih. ʿĀ'ischa bint Abī Bakr soll ihrem Neffen ʿUrwa ibn az-Zubair speziell empfohlen haben, ʿAbdallāh ibn ʿAmr beim Haddsch zu kontaktieren, weil er viele Hadithe vom Propheten auswendig konnte.
In Ägypten überlieferte man annähernd 100 Hadithe über ihn. Insgesamt werden ungefähr 700 Hadithe auf ihn zurückgeführt. Er selbst soll für sich in Anspruch genommen haben, 1000 Gleichnisse von Mohammed memoriert zu haben. ʿAbdallāh überlieferte allerdings nicht nur von Mohammed, sondern auch von Abū Bakr, ʿUmar ibn al-Chattāb, seinem Vater ʿAmr ibn al-ʿĀs, ʿAbd ar-Rahmān ibn ʿAuf und einigen anderen.

### Beschäftigung mit der christlichen und jüdischen Tradition
Der syrische Hadith-Gelehrte adh-Dhahabī (gest. 1348) erklärt, dass ʿAbdallāh ibn ʿAmr auch von den ahl al-kitāb, d. h. den Juden und Christen, überliefert habe. Er sei süchtig gewesen, in ihre Bücher zu blicken, und habe dem große Aufmerksamkeit gewidmet. In verschiedenen Quellen wird berichtet, dass ʿAbdallāh ibn ʿAmr Texte in Syrischer Sprache lesen konnte.
Mit Kaʿb al-Ahbār soll sich ʿAbdallāh über Formeln ausgetauscht haben, die bei der Ornithomantie (ṭīra) verwendet werden. Kaʿb al-Ahbār soll ihn dabei gelobt haben, dass er der verständigste Araber (afqah al-ʿArab) sei, weil er die richtige Formel verwende, die schon in der Thora stehe. Auch bei seiner politischen Propaganda für den neuen Herrscher griff er auf die Schriften von Juden und Christen zurück. So erklärte er in Jerusalem, dass er in den Schriften der ahl al-kitāb. d. h. der Juden und Christen, die Namen der ersten drei Kalifen Abū Bakr as-Siddīq („der Wahrhafte“), ʿUmar al-Fārūq („der Erlöser“) und ʿUthmān Dhū n-nūraini („Der mit den zwei Lichtern“) gefunden habe sowie auch einen Hinweis auf Muʿāwiya als „König des heiligen Landes“ (malik al-arḍ al-muqaddasa).
Die spätere Tradition sah in ʿAbdallāh ibn ʿAmr einen Schriftgelehrten (ḥabr), der Studium des Korans und der Thora miteinander verband. Nach einer Tradition, die der ägyptische Gelehrte Ibn Lahīʿa (gest. 790) verbreitete, hatte ʿAbdallāh ibn ʿAmr in der Zeit des Propheten einen Traum gehabt, in dem er aus einem seiner Finger Honig und aus dem anderen Butterschmalz heraustropfen sah, die er mit dem Mund aufleckte. Der Prophet soll ihm diesen Traum in der Weise gedeutet haben, dass er sowohl die Thora als auch den Koran lesen werde. Dies habe dann ʿAbdallāh auch getan. Einige erzählten sogar, dass Mohammed ʿAbdallāh erlaubt habe, bei seinen nächtlichen gottesdienstlichen Übungen jeweils abwechselnd eine Nacht den Koran und eine Nacht die Thora zu verwenden. Adh-Dhahabī hielt diese Überlieferungen dagegen für verwerfliche Lügen und erklärte, dass sie deswegen nicht stimmen könnten, weil die Thora verfälscht und durch den Koran abrogiert sei.

### Die prophetische Schreiberlaubnis
Nach einer Tradition, die auf seinen Urenkel ʿAmr ibn Schuʿaib (gest. 736) zurückgeht, hatte ʿAbdallāh von Mohammed die Erlaubnis erhalten, all das, was er von diesem hörte, aufzuschreiben. Diese Erlaubnis sollte auch das einschließen, was Mohammed „im Zustand des Wohlgefallens und des Zorns“ (fī ḥāl ar-riḍā wa-l-ġaḍab) sage, weil er nur Wahres vorbringe. Der mekkanische Gelehrte ʿAtā' ibn Abī Rabāh (gest. 732) überlieferte von ʿAbdallāh, dass er den Propheten gefragt habe, ob er das Wissen festhalten dürfe. Als der Prophet dies bejahte, habe er gefragt, was das Festhalten (taqyīd) sei. Daraufhin gab ihm der Prophet zur Antwort: „Das Schreiben“ (al-kitāb). Das erste Schriftstück, das ʿAbdallāh ibn ʿAmr erstellte, soll ein Brief des Propheten an die Bewohner von Mekka gewesen sein. Abū Huraira soll geäußert haben: „Es gibt niemanden, der mehr Hadithe des Gottesgesandten bewahrt hat außer ʿAbdallāh ibn ʿAmr. Er pflegte sie niederzuschreiben, während ich das nicht tat.“
Diese Hadithe standen im scheinbaren Widerspruch zu einem anderen Hadith, den Abū Saʿīd al-Ḫudrī (gest. 693) überlieferte. Demnach hatte der Prophet gesagt: „Schreibt von mir nichts anderes als den Koran auf. Wer von mir etwas anderes aufgeschrieben hat, soll es ausradieren.“ Basrische Hadith-Gelehrte wie Ibn ʿUlaiya (gest. 809), die sich an dieses Schreibverbot hielten, meinten deswegen auch, dass der von ʿAmr ibn Schuʿaib überlieferte Hadith über die prophetische Schreiberlaubnis erlogen sei. Ibn Qutaiba (gest. 889) dagegen, der beide Hadithe für authentisch hielt, erwog zwei Möglichkeiten, den Widerspruch zwischen ihnen aufzuheben. Die erste Möglichkeit bestand darin, dass man eine Abrogation der Sunna durch die Sunna annahm, in der Weise, dass der Prophet die schriftliche Fixierung seiner Aussprüche verboten, dann aber erlaubt habe. Die zweite Möglichkeit war, dass man annahm, dass Mohammed die Erlaubnis zur Niederschrift allein ʿAbdallāh ibn ʿAmr gegeben hatte, weil er belesen und der arabischen und syrischen Sprache mächtig war, während er dies den anderen Prophetengefährten aufgrund ihrer schlechten Schreibfähigkeiten verboten hatte.
Spätere Gelehrte wie al-Muʿāfā ibn Zakarīyā (gest. 1000) sahen dagegen in dem von ʿAmr ibn Schuʿaib überlieferten Hadith einen klaren Beleg dafür, dass die schriftliche Fixierung von Wissen und Weisheit zu Recht erfolgt, damit derjenige, der etwas vergisst, darauf zurückgreifen kann, um sich an das Vergessene zu erinnern. Nach einer Tradition, die adh-Dhahabī anführt, war das schriftliche Festhalten von Prophetenaussprüchen auch gar kein Privileg ʿAbdallāhs. In dieser Überlieferung wird ʿAbdallāh selbst mit den Worten zitiert: „Wir pflegten beim Gottesgesandten aufzuschreiben, was er sagte.“ Adh-Dhahabī selbst sieht in dieser Tradition einen Beweis dafür, dass schon die Prophetengefährten einige Aussprüche Mohammeds niedergeschrieben haben.

### Die Sādiqa
Mudschāhid ibn Dschabr (gest. 722) überlieferte von ʿAbdallāh ibn ʿAmr die Worte: „Ich gräme mich um nichts, außer um die Sādiqa. Das ist ein Heft (ṣaḥīfa), in dem ich mit Erlaubnis des Propheten niedergeschrieben habe, was ich von ihm hörte.“ Nach einem anderen Bericht hatte Mudschāhid einmal ʿAbdallāh besucht und ein Heft unter seinem Kopfkissen zu fassen bekommen. ʿAbdallāh erlaubte ihm aber nicht, hineinzusehen, und erklärte ihm, dass es das „wahrhafte Heft (aṣ-ṣaḥīfa aṣ-ṣādiqa) mit den Aussprüche sei, die er unmittelbar von Mohammed gehört habe. Nichts Weltliches liege ihm so sehr am Herzen wie [das Landgut] Waht und dieses Heft.“
Das Heft wurde dann in der Familie ʿAbdallāhs weiter vererbt. Fragmente gingen möglicherweise in spätere Hadith-Sammlungen ein. So werden zum Beispiel viele Überliefererketten im Musnad von Ahmad ibn Hanbal auf die Sādiqa in der Rezension des ʿAmr ibn Schuʿaib (gest. 736), des Urenkels von ʿAbdallāh ibn ʿAmr, zurückgeführt. Die Traditionarier des 8. und 9. Jahrhunderts waren geteilter Meinung, ob sie den Inhalt der Sādiqa in der Überlieferung des ʿAmr ibn Schuʿaib tradieren dürften, da er sie bei seinem Vater nur vorgefunden, die betreffenden Hadithe aber nicht bei ihm gehört hatte. Al-Mughīra ibn Miqsam ad-Dabbī (gest. 753) wird mit den Worten zitiert: „ʿAbdallāh ibn ʿAmr besaß ein Heft, das as-Sādiqa genannt wurde. Ich hätte es nicht für zwei Fils haben wollen.“ Viele große Traditionarier, darunter al-Buchārī und Ahmad ibn Hanbal, hatten dagegen keine Bedenken, auf die genannte Rezension der Sādiqa zurückgehenden Materialien zu überliefern.
Der murdschiitische Theologe Bischr al-Marīsī (gest. 833) behauptete, dass ʿAbdallāh bei der Schlacht am Yarmūk zwei Eselsladungen mit Büchern der ahl al-kitāb in die Hände gefallen seien. Die Aussagen und Berichte, die er darin fand, habe er dann dem Propheten in den Mund gelegt, so dass man ihn schließlich aufforderte, nichts mehr von seinen Eselsladungen zu berichten. Der Traditionsgelehrte ad-Dārimī (gest. 869) wies diese Behauptung mit dem Argument zurück, dass ʿAbdallāh ibn ʿAmr bei seinen Zeitgenossen als eine vertrauenswürdige Autorität galt.